# 앨런 헌트

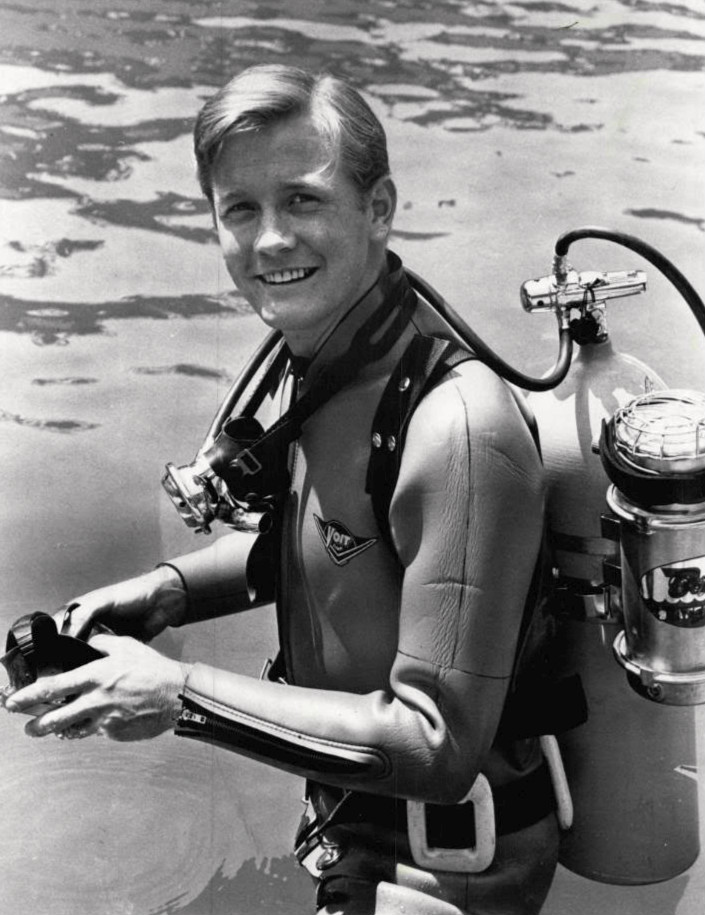

앨런 헌트(Allan Hunt, 1945년 2월 12일 ~ )는 미국의 연극 배우, 텔레비전 배우, 무대 연출가이다.
캘리포니아주에서 태어났다.

## 영화
- 사랑없는 사람들 (1981년)
- 허비 - 흥분하다 (1980년)
- 형사 Q (1976년)
- 해저 여행 (1964년)
- 머린 존스의 불운 (1964년)
- 도나 리드 쇼 (1958년)
- 페리 메이슨 (1957년)